# 712 Boliviana
712 Boliviana este un asteroid din centura principală, descoperit pe 19 martie 1911, de Max Wolf.

## Denumirea asteroidului
Asteroidul a primit numele în onoarea lui Simón Bolívar.